# Mill Creek (Oklahoma)
Mill Creek è una città della contea di Johnston, Oklahoma, Stati Uniti. La popolazione era di 340 persone al censimento del 2000.